# Яблонна-Ляцка (гмина)
Яблонна-Ляцка (пол. Jabłonna Lacka) — сельская гмина (волость) в Польше, входит как административная единица в Соколувский повет, Мазовецкое воеводство. Население — 5127 человек (на 2004 год).

## Демография
| Перепись                       | Всего   | Всего | Женщины | Женщины | Мужчины | Мужчины |
| ------------------------------ | ------- | ----- | ------- | ------- | ------- | ------- |
| Единицы                        | человек | %     | человек | %       | человек | %       |
| Население                      | 5127    | 100   | 2659    | 51,9    | 2468    | 48,1    |
| Плотность населения (чел./км²) | 34,3    | 34,3  | 17,8    | 17,8    | 16,5    | 16,5    |

## Соседние гмины
1. Гмина Цехановец
2. Гмина Дрохичин
3. Гмина Перлеево
4. Гмина Репки
5. Гмина Сабне
6. Гмина Стердынь